# Critics’ Choice Television Award

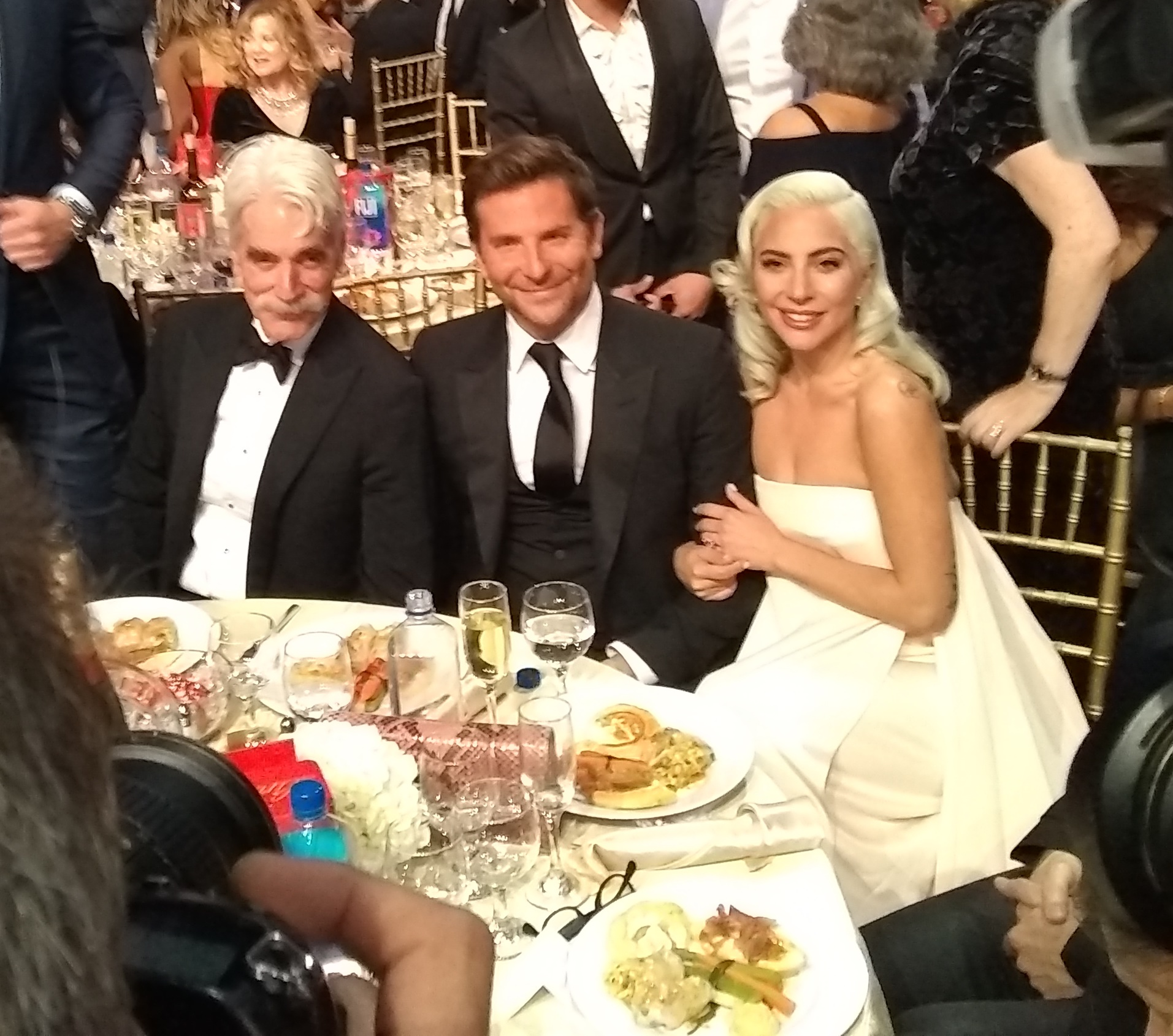
Sam Elliott, Bradley Cooper und Lady Gaga am Tisch von A Star Is Born bei den Critics’ Choice Awards 2019

Der Critics’ Choice Television Award ist ein Fernsehpreis, der alljährlich vom US-amerikanischen Kritiker-Verband Critics Choice Association (CCA) verliehen wird. Stimmberechtigt sind alle Mitglieder des Verbandes. Die bisher letzte Verleihung fand am 14. Januar 2024 in Santa Monica statt. Die nächste Verleihung ist dort für den 12. Januar 2025 vorgesehen.
Die Television Awards werden seit 2016 zusammen mit den Movie Awards in einer gemeinsamen Zeremonie in derzeit 41 verschiedenen Kategorien (20 im Bereich Fernsehen und 21 im Bereich Film) vergeben.

## Geschichte
Aus der 1995 gegründeten Broadcast Film Critics Association wurde 2011 als Ableger die Broadcast Television Journalists Association gegründet. Diese veranstaltete am 20. Juni 2011 im Beverly Hills Hotel die erste Verleihung der Critics’ Choice Television Awards. Zu den damals verliehenen 13 Kategorien gehörte auch eine für die „vielversprechendsten“ neuen Serien der bevorstehenden Herbst- und Wintersaison im Fernsehen der Vereinigten Staaten. Die Besonderheit dieser Kategorie lag darin, dass die Nominierten nur anhand von Pilotfolgen und Trailern ausgesucht und dann alle ausgezeichnet wurden. Bei der zweiten Verleihung und dritten Verleihung wurden insgesamt fünf Kategorien für Miniserien oder Fernsehfilme, eine für Zeichentrick- sowie Animationsserien und jeweils eine für Gastdarsteller in Comedy- und Dramaserien geschaffen. Die Gesamtanzahl der Kategorien stieg damit auf 23.
Zur sechsten Verleihung im Januar 2016 wurde der zunächst eigenständige Fernsehpreis zusammen mit dem schon längerbestehenden Filmpreis unter dem Namen Critics’ Choice Awards zu einer Verleihung zusammengelegt. Die Veranstaltung der Television Awards wechselte damit vom Sommer in den Winter und wurde in den Barker Hangar auf dem Santa Monica Municipal Airport verlegt. Für die siebte Verleihung wurde das Datum der Veranstaltung um einen Monat vorgezogen (von Januar auf Dezember), wodurch es im Kalenderjahr 2016 zu zwei Preisverleihungen kam. Diese Veränderung wurde bereits zur nächste Verleihung wieder zurückgenommen, sodass sie seitdem wieder im Januar stattfindet.
Im Laufe der Zeit wurden von der Critics Choice Association immer wieder extra Preisverleihungen für bestimmte Bereiche wie Dokumentationen (seit 2016 Documentary Award), Realityfernsehen (seit 2019 Real TV Award) und Genrefilme und -serien (seit 2021 Super Award) geschaffen. Dadurch sank die Gesamtanzahl der Kategorie der Television Awards auf 20.
Die Fernsehübertragung der Veranstaltung wurde 2014 live vom US-Sender The CW übernommen. 2015 und 2016 übertrug der Kabelsender A&E die Preisverleihung. Seit 2018 wird sie wieder bei The CW gezeigt.

## Kategorien

### Aktuelle
| Kategorie                                                    | Originalbezeichnung                           | Zeitraum der Verleihung |
| ------------------------------------------------------------ | --------------------------------------------- | ----------------------- |
| Beste Comedyserie                                            | Best Comedy Series                            | seit 2011               |
| Bester Hauptdarsteller in einer Comedyserie                  | Best Actor in a Comedy Series                 | seit 2011               |
| Beste Hauptdarstellerin in einer Comedyserie                 | Best Actress in a Comedy Series               | seit 2011               |
| Bester Nebendarsteller in einer Comedyserie                  | Best Supporting Actor in a Comedy Series      | seit 2011               |
| Beste Nebendarstellerin in einer Comedyserie                 | Best Supporting Actress in a Comedy Series    | seit 2011               |
| Beste Dramaserie                                             | Best Drama Series                             | seit 2011               |
| Bester Hauptdarsteller in einer Dramaserie                   | Best Actor in a Drama Series                  | seit 2011               |
| Beste Hauptdarstellerin in einer Dramaserie                  | Best Actress in a Drama Series                | seit 2011               |
| Bester Nebendarsteller in einer Dramaserie                   | Best Supporting Actor in a Drama Series       | seit 2011               |
| Beste Nebendarstellerin in einer Dramaserie                  | Best Supporting Actress in a Drama Series     | seit 2011               |
| Bester Fernsehfilm oder beste Miniserie                      | Best Movie/Miniseries                         | seit 2012               |
| Bester Hauptdarsteller in einem Fernsehfilm/einer Miniserie  | Best Actor in a Movie/Miniseries              | seit 2012               |
| Beste Hauptdarstellerin in einem Fernsehfilm/einer Miniserie | Best Actress in a Movie/Miniseries            | seit 2012               |
| Bester Nebendarsteller in einem Fernsehfilm/einer Miniserie  | Best Supporting Actor in a Movie/Miniseries   | seit 2013               |
| Beste Nebendarstellerin in einem Fernsehfilm/einer Miniserie | Best Supporting Actress in a Movie/Miniseries | seit 2013               |
| Beste fremdsprachige Serie                                   | Best Foreign Language Series                  | seit 2022               |
| Beste Talkshow                                               | Best Talk Show                                | seit 2011               |
| Beste Animationsserie                                        | Best Animated Series                          | seit 2012               |

### Ehemalige
| Kategorie                                  | Originalbezeichnung                     | Zeitraum der Verleihung |
| ------------------------------------------ | --------------------------------------- | ----------------------- |
| Beste Realityshow                          | Best Reality Series                     | 2011–2015               |
| Vielversprechendste neue Serie             | Most Exciting New Series                | 2011–2016               |
| Bester Moderator einer Realityshow         | Best Reality Show Host                  | 2011–2018               |
| Bester Gastdarsteller in einer Comedyserie | Best Guest Performer in a Comedy Series | 2012–2016               |
| Bester Gastdarsteller in einer Dramaserie  | Best Guest Performer in a Drama Series  | 2012–2016               |
| Beste unstrukturierte Realityshow          | Best Unstructured Reality Series        | 2016–2018               |
| Beste strukturierte Realityshow            | Best Structured Reality Series          | 2016–2018               |
| Beste Realityshow – Wettbewerb             | Best Reality Series – Competition       | 2016–2018               |